# Az Ezeregyéjszaka virágai
Az Ezeregyéjszaka virágai (Il fiore delle mille e una notte / Les mille et une nuits.) 1974-ben készült színes, olasz–francia film.

## A cselekmény
|  | Alább a cselekmény részletei következnek! |

Zumurrudot, a cserfes rabszolgalányt nyilvánosan elárverezik, volt gazdája azonban megengedi neki, hogy maga válassza ki az új gazdáját. Zumurrud kigúnyolja az érte versengőket, és egy fiatal kamaszfiút, Nuredint választja új gazdájának. A fiatalok még aznap éjjel egymáséi lesznek, és Zumurrud bevezeti a tapasztalatlan Nuredint a szerelem rejtelmeibe. Másnap az ügyes rabszolgalány egy szép szőttes eladásával bízza meg kedvesét, de lelkére köti, hogy semmi pénzért ne adja el a csodás kézimunkát kékszemű férfinak, bármennyit is ígérne az érte. Nuredin nem fogadja meg a tanácsot, és ezért rútul elszakítják Zumurrudtól. Az új gazda csúnyán elveri a lányt, aki kigúnyolta őt az árverésen. E közben a zokogó Nuredint pártfogásba veszi egy jó szándékú asszony, aki Zumurrud nyomára vezeti a fiút. A szerelmesek azonban most sem találnak egymásra: Zumurrudot egy rabló viszi magával, mert a lányra várva a fáradt Nuredin elaludt. Zumurrudnak sikerül megszöknie, és álruhában eljut egy sivatagi városba, ahol királlyá választják. Nuredin kedvese után indul, és mielőtt végleg rátalálna, számos tanulságos mese elevenedik meg előttünk a férfiakról és nőkről, a Szerelemről, a Végzetről, a Bölcsességről, az Ostobaságról, vagyis az örök emberi érzelmekről és tulajdonságokról.

## Háttér
Pasolini filmje a világirodalom egyik legismertebb mesegyűjteménye, Az Ezeregyéjszaka meséi alapján készült. Az irodalmi művel ellentétben azonban nem Seherezádé és Sahriár király, hanem Zumurrud és Nuredin (a könyvben: Ali Sár) szerelmi története alkotja a keretet. Az Ezeregyéjszaka virágai a befejező része Pasolini Az Élet trilógiája összefoglaló címmel ismert műveinek. Előzményei a Dekameron (1971) és a Canterbury mesék (1972). Kereskedelmileg Az Ezeregyéjszaka virágai lett a legsikeresebb a trilógia filmjei közül.
A film fontosabb forgatási helyszínei: Jemen, Etiópia, India, Irán és Nepál. (Pasolini 1971-ben a jemeni Sanában már forgatott egy rövidfilmet Sana falai címmel.) A forgatási előkészületek viszonylag hosszabb időt vettek igénybe, ám maga a forgatás kb. két hónap alatt lezajlott. Nuredin szerepére Pasolini egy amatőrt választott Franco Merli személyében, aki korábban benzinkutas volt. Zumurrud szerepét a színes bőrű Ines Pellegrini kelti életre. Fontos szerepet játszik még a produkcióban a rendező két állandó színész-barátja, Ninetto Davoli és Franco Citti. A szerepek túlnyomó többségét azonban a helyszíneken kiválasztott színes bőrű amatőrök alakítják.
A filmet az 1974-es cannes-i filmfesztiválon mutatták be, ahol elnyerte a zsűri különdíját. A kritikai fogadtatás viszont langyos volt, ezért végül egy rövidebb változat került nemzetközi forgalmazásra. Magyarországon 1987 áprilisában volt a premier a budapesti Filmmúzeumban. Az Egyesült Államokban a film sokáig X kategóriás volt, mivel erekcióban lévő férfi nemi szervet is mutatnak benne.
A film francia DVD kiadása két kihagyott jelenetet is tartalmaz. Az egyikben Nuredint látjuk, amint egy baráti mulatozás után kissé illumináltan tér haza, ahol szóváltásba keveredik apjával. Hajnalban meglopja őt, és távozik a szülői házból. Az epizód talán azért maradhatott ki, mert egyes motívumai egy másik szereplő, Aziz történetére emlékeztetnek, és a jelenet túlságosan negatív színben tünteti fel Nuredint. A másik kihagyott epizód tulajdonképpen Dunya hercegnő történetének kibővítése. A lány apja rajtakapja a szerelmeseket, és láncra vereti a szerelmes királyfit. Dunya álöltözetben kiszabadítja kedvesét, és együtt elmenekülnek. Apja katonákkal megy utána, és megvív vele. Dunya győzedelmeskedik. A királyfitól azt kéri, hogy hálája jeléül vetkőzzön meztelenre. Miután az ifjú ezt vonakodva megteszi, Dunya végül felfedi magát kedvese előtt, és a páros boldogan összeölelkezik. Ez az epizód alighanem azért maradt ki a végső változatból, mert egyrészt túl hosszú lett volna, szomorú fordulatokkal, másrészt a végkifejlet erősen hasonlít a film tényleges befejezésére.

## Magyar kritikai visszhang
„Nem éppen a film (ez a mód) az, ami miatt nem szembesülhetünk a valósággal? Hamis illúzió csupán, hamis látszat, hogy a vetítővásznon megelevenedhetnek előttünk például Az Ezeregyéjszaka meséi. Ezúttal Pasolini nem dolgozott műteremben, nem használt (csak igen ritkán) mesterséges világítást, nemigen alkalmazott hivatásos színészeket, megkereste az elképzelt helyszíneket és a valóságban kereste az elképzelt szereplőket. Nem alkalmazott trükköket (ha mégis, jelezte, hogy itt trükk van: például a démon repülése a filmben). De a valóságban – és ez az igazság – filmet, mégiscsak filmet csinált. És ez a legnagyobb trükk, az alaptrükk. Hiszen épp ezért nem juthat el az igazsághoz, nem vezethet vissza. Szembe kell néznie azzal, hogy a felvevőgéppel felvett, az előhívógéppel előhívott és a vetítőgépen át levetített valóság nem azonos a valósággal. Egymást kizáró két világ: összeférhetetlenek.”

(Parcz Ferenc: Filmvirág. In: Filmvilág 1987/7, 24–25. o.)

## A megfilmesített történetek
- Kilencedik éjszaka: A teherhordó és a három lány története
- Tizenharmadik éjszaka: A második koldusbarát története
- Tizennegyedik és tizenötödik éjszaka: A harmadik koldusbarát története
- Száztizenkettedik éjszaka: Azíz és 'Azíza története
- Háromszáznyolcadik éjszaka: 'Ali Sár és Zumurrud története

## Szereplők
- Franco Merli (Nuredin) .... magyar hangja: Simonyi Balázs
- Ines Pellegrini (Zumurrud) .... magyar hangja: Huszárik Kata
- Ninetto Davoli (Aziz) .... magyar hangja: Görög László
- Franco Citti (démon) .... magyar hangja: Csankó Zoltán
- Margaret Clementi (Aziz anyja)
- Tessa Bouche (Aziza)
- Francelise Noel
- Ali Abdulla
- Christian Alegny
- Jeanne Gauffin Mathieu
- Francesco Paolo Governale (Tagi herceg)
- Salvatore Sapienza (Jünan herceg)
- Zeudi Biasolo (Zeudi)
- Elisabetta Vito Genovese
- Abadit Ghidei (Dunya hercegnő)